# Detenzione domiciliare
La detenzione domiciliare è quell'istituto che consente al condannato ad una pena detentiva di scontare detta pena, o una parte di essa, presso la propria abitazione, o in un altro idoneo luogo di privata dimora o in un luogo pubblico di cura e di assistenza.
A differenza degli arresti domiciliari, che sono una misura cautelare, la detenzione domiciliare è dunque un regime di espiazione della pena.

## In Italia

### Disciplina legislativa
La detenzione domiciliare non era originariamente prevista dalla legge sull'ordinamento penitenziario (legge 26 luglio 1975 n. 354), l'istituto è stato poi introdotto all'art. 47-ter dalla legge 10 ottobre 1986 n. 663 (cosiddetta legge Gozzini, dal promotore Mario Gozzini), e successivamente modificato da una serie di vari interventi legislativi.

### Requisiti di applicazione
Nell'attesa della definizione delle recenti norme che prevedono la detenzione domiciliare come ipotesi prevalente per le condanne sino a tre anni, essa può essere concessa dai Tribunali di sorveglianza a soggetti che siano stati condannati ad una pena detentiva e debbano ancora scontare un residuo di pena non superiore a due anni, previa valutazione dell'idoneità del condannato per la misura; dal 2010 esiste anche la detenzione domiciliare speciale con meno requisiti e concedibile direttamente dal Magistrato di sorveglianza ma solo per gli ultimi 12 mesi di pena, poi portati nel 2012 a 18 mesi; tale misura, inizialmente provvisoria sino al 31.12.2013, è poi divenuta definitiva.. La difficoltà maggiore deriva però dal fatto che molti detenuti non hanno un domicilio idoneo e sono molto rare le strutture che si prestano all'accoglienza di chi non disponga del domicilio (perché non l'ha mai avuto, perché è venuto meno durante il periodo di carcerazione, perché gli ex coabitanti rifiutano di riospitarlo, perché il domicilio è frequentato da pregiudicati, perché il domicilio proposto non è facilmente controllabile dalle forze dell'ordine, ecc.).
Può essere concessa per un periodo non superiore a quattro anni a (salvo i condannati per i particolari reati previsti dall'art. 4 bis dell'Ordinamento penitenziario come mafia, stupro di gruppo, estorsione, ecc.):
- madri (o i padri esercenti la potestà, qualora la madre sia deceduta o altrimenti impossibilitata a dare assistenza alla prole), con prole convivente di età inferiore ai 10 anni (ai fini dell'assistenza alla prole infante);
- persone in condizioni di salute particolarmente gravi, tali da richiedere costanti contatti con i presidi sanitari presenti sul territorio;
- persone di età superiore a 60 anni, se inabili anche parzialmente;
- persone di età minore di 21 anni, per comprovate esigenze di salute, di studio, di lavoro e di famiglia.

Il problema è che una buona parte dei condannati non ha un domicilio idoneo, o perché sono stranieri o comunque persone che vivono ospiti saltuariamente presso terzi oppure presso parenti o mariti/mogli/conviventi che non li rivogliono in casa perché nel frattempo hanno trovato un altro compagno/a oppure per evitare il fastidio o discredito con i vicini perché continuamente (di regola più volte al giorno e spesso la notte) arrivano i carabinieri o la polizia a controllare se sono in casa; talvolta il domicilio può non essere ritenuto idoneo per altri motivi (edificio fatiscente o sovraffollato o posto in luogo difficilmente controllabile oppure per la presenza di altri pregiudicati).
La detenzione domiciliare è la massima misura restrittiva per le donne con figli al di sotto dei tre anni, salvo rari casi (principalmente plurirecidive o colpite da condanne oltre i 4 anni). Inoltre, il provvedimento intitolato “Misure alternative alla detenzione a tutela del rapporto tra detenute e figli minori” prevede che le donne incinte e le madri con prole di età inferiore ai 10 anni possano usufruire della detenzione domiciliare dopo aver scontato un terzo della pena, oppure 15 anni nei casi di ergastolo. Il giudice infine può, ove ragionevoli motivi a tutela dello sviluppo psicofisico del minore lo rendano raccomandabile, estendere l'applicazione della norma anche alla madre di prole con età superiore ai dieci anni.

### Limitazioni
La legge prevede alcune limitazioni alla concedibilità della detenzione domiciliare. Segnatamente:
- ai detenuti ed agli internati per particolari delitti (quali ad esempio quelli previsti dagli artt. 416-bis e 630 del Codice Penale, dall'art. 74 del D.P.R. n. 309 del 9 ottobre 1990) può essere concessa la detenzione domiciliare solo se collaborano con la giustizia;
- ai detenuti ed agli internati per particolari delitti (quali quelli commessi per finalità di terrorismo ed in generale a tutti quelli indicati dall'art. 4bis dell'Ordinamento penitenziario[4]) può essere concessa la detenzione domiciliare solo se si possa oggettivamente escludere la permanenza di collegamenti con la criminalità organizzata o eversiva e solo dopo che questi elementi sono assodati dopo almeno 30 giorni di carcerazione o, comunque, un quarto della pena riferentesi ai delitti ivi elencati.[5]

### Competenza per la concessione
L'istanza per essere ammessi al beneficio della detenzione domiciliare deve essere prodotta:
- se il soggetto è in libertà, al Pubblico Ministero della Procura della Repubblica che ha disposto la sospensione dell'esecuzione della pena;
- se il soggetto è già ristretto (detenuto), al Magistrato di sorveglianza.

In entrambi i casi, l'istanza è trasmessa dal ricevente al Tribunale di sorveglianza, che decide in merito con propria ordinanza, impartendo - in caso di accoglimento - le disposizioni per gli interventi del Centro di Servizio Sociale.
Qualora il magistrato di sorveglianza, nel caso di persona detenuta, ravvisi che vi sono tutti gli elementi per la concessione del beneficio e ritenga di voler proporre l'accoglimento dell'istanza al Tribunale di sorveglianza può anticipare provvisoriamente la concessione del beneficio, in attesa della futura concessione definitiva; ovviamente il Tribunale di sorveglianza, a tempo debito, potrà confermare la concessione del beneficio o decidere diversamente.

### Sospensione e revoca
Il Magistrato di sorveglianza può sospendere la detenzione domiciliare:
- quando vengano a cessare i requisiti per poter godere del beneficio;
- quando il soggetto ponga in essere comportamenti contrari alla legge o alle prescrizioni, ritenuti incompatibili con la prosecuzione del beneficio;
- quando il soggetto viene denunciato per il reato di evasione;
- quando il Centro di Servizio Sociale dà notizia al Magistrato di sorveglianza di un nuovo titolo di esecuzione di altra pena detentiva che fa venir meno le condizioni per una prosecuzione provvisoria della misura.

Nei casi previsti, il Magistrato di sorveglianza trasmette gli atti al Tribunale di sorveglianza che decide, con propria ordinanza, circa l'accoglimento o il rigetto della proposta di revoca.

## Detenzione domiciliare speciale ( 47-quinquies o.p.)
Nella circostanza in cui mancano le condizioni per la det. dom. "ordinaria" le madri con prole di età inferiore ad anni 10 possono essere ammesse alla espiazione della pena presso
1. la propria abitazione o altro luogo di privata dimora;
2. luogo di cura, assistenza, accoglienza;
3. presso i ccdd. ICAM

purché abbiamo scontato 1/3 della pena ovvero 15 anni ergastolo, alla sussistenza dei seguenti requisiti ulteriori:
- insussitenza di un pericolo di recidiva;
- possibilità di ripristinare la convivenza madre-figlio;

## Sviluppi futuri
Il ministro della giustizia Paola Severino del governo Monti aveva proposto di introdurre la detenzione domiciliare come pena principale irrogabile direttamente dal giudice che commina la condanna, ma il relativo disegno di legge governativo, già approvato dalla Camera dei deputati, non è stato approvato nell'ultima seduta del Senato subito prima dello scioglimento anticipato delle camere, seduta in cui avrebbe dovuto essere approvato. La norma è stata reinserita in un nuovo disegno di legge governativo dalla nuova ministra della giustizia Anna Maria Cancellieri del governo Letta, senza ripescare il precedente disegno di legge già a metà dell'iter legislativo, ma adottando la forma del disegno di legge-delega al governo, che consentirà sia eventuali aggiustamenti delle norme (se approvate) nel corso della futura applicazione sia un più facile iter legislativo. Il relativo disegno di legge è stato definitivamente approvato dalla Camera dei deputati il 2 aprile 2014 ed è legge dello stato in attesa dei decreti delegati attuativi da emanarsi da parte del Governo per modificare effettivamente la disciplina attuale, anche se per buona parte delle norme occorrerà attendere i decreti delegati che il governo emetterà, trattandosi di legge delega per la parte relativa all'ampliamento delle misure alternative al carcere.

## La detenzione domiciliare al di fuori dell'Italia

### Negli U.S.A.
Abbastanza simile alla legislazione italiana in materia di detenzione domiciliare e quella statunitense. Per richiedere, negli States, la detenzione domiciliare bisogna rispettare alcuni requisiti:
- Non avere una fedina penale piena di reati commessi
- Non aver commesso crimini gravi
- Essere stato un criminale sotto i diciotto anni d'età (chiaramente non sempre richiesto, solo per alcuni criminali di giovane età)
- Avere una buona reputazione lavorativa
- Riuscire a provare che la detenzione in carcere per il reato commesso è una pena troppo elevata, o che essa violi in qualche modo l'ottavo emendamento (divieto di punizioni crudeli e inusitate).[8]

Tranne casi rari, per i gravi reati come l'omicidio volontario non è mai ammessa la detenzione domiciliare, nemmeno per limiti di età o motivi di salute (come avviene in Italia), ma nel caso specifico il detenuto può ottenere di scontare, anche temporaneamente, la pena nell'infermeria carceraria o in ospedali con reparti attrezzati alla custodia.

### In Cina
- Zhao Ziyang